# Callipyris
Callipyris is een geslacht van vlinders van de familie uilen (Noctuidae), uit de onderfamilie Acontiinae.

## Soorten
- C. anthina Turner, 1909
- C. drosera Meyrick, 1891